# Войнівка (Олександрійський район)
Во́йнівка — село в Україні, у Приютівській селищній громаді Олександрійського району Кіровоградської області. Населення становить 1972 осіб. Колишній центр Войнівської сільської ради.

## Географія
У селі річка Користівка впадає у річку Інгулець.

## Історія
Станом на 1886 рік у селі Олександрівської волості Олександрійського повіту Херсонської губернії, мешкало 586 осіб, налічувалось 96 дворових господарств, існувала православна церква.
Пізніше входило до складу Косівської волості.

## Населення
Згідно з переписом УРСР 1989 року чисельність наявного населення села становила 2305 осіб, з яких 1088 чоловіків та 1217 жінок.
За переписом населення України 2001 року в селі мешкало 2240 осіб.

### Мова
Розподіл населення за рідною мовою за даними перепису 2001 року:
| Мова       | Відсоток |
| ---------- | -------- |
| українська | 91,29 %  |
| російська  | 7,28 %   |
| циганська  | 0,51 %   |
| молдовська | 0,23 %   |
| вірменська | 0,18 %   |
| білоруська | 0,14 %   |
| болгарська | 0,05 %   |
| інші       | 0,32 %   |

## Відомі люди
- Легейда Георгій Ілліч — нар. в Войнівці в 1898 р., син священника, священник церкви в с. Новий Стародуб П'ятихатського р-ну. Репресований 1931 р., висланий на 3 р. до Північного краю. Дата реабілітації — 20 грудня 1989 р.